# Acantholimon subavenaceum
Acantholimon subavenaceum är en triftväxtart som beskrevs av Igor Alexandrovich Linczevski. Acantholimon subavenaceum ingår i släktet Acantholimon och familjen triftväxter. Inga underarter finns listade i Catalogue of Life.